# Musée de Royan
L'actuel musée de Royan est installé dans l'ancien marché  de Pontaillac, réhabilité depuis janvier 2004. Il présente l'histoire de la ville depuis l'antiquité jusqu'à la Seconde Guerre mondiale, ainsi que l'architecture des années 1950 qui a sensiblement marqué la ville de son empreinte.

## Histoire
Longtemps situé dans les locaux de l'hôtel de ville, l'actuel musée succède au musée municipal de Royan, qui est créé en 1885. Celui-ci, après avoir été installé au premier étage du casino de Foncillon, est depuis 2004 aménagé dans les anciennes halles de Pontaillac. Il comprend des collections de fossiles, des animaux naturalisés, des vestiges archéologiques, ainsi qu'une collection de papillons rassemblée par Fernand Braun. Le musée est totalement détruit par le bombardement du 5 janvier 1945. Faute d'avoir été mises à l'abri, la majeure partie des collections qui s'y trouvent sont perdues,. La renaissance du musée intervient sous l'impulsion de plusieurs érudits locaux, dont Louis Basalo et Robert Colle, qui réunissent de nouvelles pièces issues de différentes campagnes de fouilles effectuées dans l'ensemble du pays royannais. Plusieurs dons effectués au musée enrichissent les collections (sections archéologiques, hall d'exposition, expositions thématiques).

## Le musée aujourd'hui
Le musée propose aux visiteurs un parcours historique chronologique.
Le musée possède en 2008 la plus grande collection de mobilier des années 1950.
Un cabinet de curiosités est créé à l'image du musée de 1930, organisé par domaines consacrés : Artifecalia,
Naturalia et Exotica.
Une section est dédiée aux récentes découvertes archéologiques en pays royannais (essentiellement du site du Fâ).
Un hall d'expositions au centre du bâtiment abrite des expositions temporaires culturelles.

### Collections
- Cinq peintures de Fernand Pinal :
  - Royan vu de Vallières (1927)
  - La Pointe de Suzac (1928)
  - Chêne vert à Vallières (1927)
  - Poiriers fleuris (avril 1947)
  - L'église Saint-Pierre de Royan (septembre 1930)[3].

- Pierre Ozanne (1737-1813) : Le port de Royan en 1776
- Caspar Merian (de) (1627–1686) : plan du château ; le port et les vestiges du château (1655) (in Topographia Galliæ)
- Claude Masse (1652-1737) : Royan sur la Carte du huitième quarré de la généralité du Médoc, vers 1708
- Charles Mercereau (1822-1864) : Premiers baigneurs et cabines de bain à Foncillon vers 1860

### Catalogues d'expositions
- Royan en gravures : gravures, dessins et aquarelles du 17e au 19e siècles, 30 avril-6 septembre 2009, 56 p.
- Royan : photographies de la Reconstruction (1950-1961), archives photographiques du MRU, 30 septembre 2013-20 janvier 2014, 58 p.